# آدم بوجملين
آدم بوجملين (ولد في 28 فبراير 1994 في سطيف) هو مصارع جزائري تخصص المصارعة اليونانية الرومانية.   تنافس في دورة الألعاب الأولمبية الصيفية لعام 2016 ، في المسابقة المصارعة اليونانية الرومانية -85 كلغ للرجال [الإنجليزية] حيث احتل المركز السابع عشر بعد خسارته أمام نيكولاي بايرياكوف ‏ البلغاري في دور الثمن النهائي.
مثل الجزائر في دورة الألعاب الأولمبية الصيفية 2020 التي أقيمت في طوكيو باليابان. تنافس في وزن 97 كلغ [الإنجليزية].
فاز بالميدالية الذهبية في وزنه في بطولة الأفريقية للمصارعة 2022 [الإنجليزية]  التي أقيمت في الجديدة بالمغرب.

## روابط خارجية
- آدم بوجملين على موقع قاعدة بيانات المصارعة الدولية (الإنجليزية)
- آدم بوجملين على موقع اللجنة الأولمبية الدولية (الإنجليزية)
- آدم بوجملين على موقع أوليمبيديا (الإنجليزية)